# Hans Meyersahm
Hans Hermann Adolf Meyersahm (* 25. September 1867 in Oldenburg in Holstein; † 3. März 1951 in Kiel) war ein deutscher Lehrer.

## Leben
Sein Vater war als Rechtsanwalt in Oldenburg tätig, seine Mutter, geb. Petersen, war die Tochter eines Justizrats und Bürgermeisters von Heiligenhafen. Hans Meyersahm besuchte das Gymnasium in Plön und studierte in Bonn und Kiel. Er gehörte der philologischen Studentenvereinigung Bonner Kreis an. Nach der Promotion zum Dr. phil. an der Universität Kiel am 8. August 1891 arbeitete er als Hilfslehrer in Neumünster und Ratzeburg. 1901 wurde er Oberlehrer in Husum und 1909 Professor. Während des Ersten Weltkriegs war er Hauptmann, Batterieführer und zuletzt Major der Reserve. Von 1917 bis 1918 war er für die Kriegspresse-Abteilung tätig. 1920 heiratete er die Kaufmannstochter Gussi. Er war Studienrat an der Kieler Gelehrtenschule und Teilnehmer am Kapp-Putsch. 1951 starb er in Kiel. Sein Nachlass befindet sich im Landesarchiv Schleswig-Holstein.

## Schriften (Auswahl)
- Deorum nomina hominibus imposita. Kiel 1891.
- Xenophons Hellenika als Geschichtsquelle im Unterricht. Hadersleben 1905.
- Die Vertretung der einzelnen Parteien in Schleswig-Holstein bei den Reichstagswahlen seit 1867. Kiel 1912, OCLC 251081710.
- Ziel und Bedeutung der staatsbürgerlichen Erziehung. Kiel 1914.
- Oesterreichs Mitwirkung bei der Befreiung Schleswig-Holsteins. In: Die Heimat. Monatsschrift für schleswig-holsteinische Heimatforschung und Volkstumspflege. Bd. 48 (1938), Heft 7, Juli 1938, S. 211–214 (Digitalisat).
- Vor hundert Jahren: Der Beginn des Grenzkampfes in der Nordmark. In: Die Heimat. Monatsschrift des Vereins zur Pflege der Natur- und Landeskunde in Nordelbingen. Bd. 49 (1939), Heft 7, Juli 1939, S. 210–213 (Digitalisat).
- Vor 75 Jahren. Bismarcks erster Friedensschluß. Der Wiener Friede vom 30. Oktober 1864. In: Die Heimat. Monatsschrift für schleswig-holsteinische Heimatforschung und Volkstumspflege. Bd. 49 (1939), Heft 12, Dezember 1939, S. 308–310 (Digitalisat).
- Englische Gewaltpolitik. Der Raub der dänischen Flotte im Jahre 1807. In: Die Heimat. Monatsschrift für schleswig-holsteinische Heimatforschung und Volkstumspflege. Bd. 50 (1940), Heft 3, März 1940, S. 33–35 (Digitalisat).
- Vor 75 Jahren. Der Donnerschlag von Königgrätz (3. Juli 1866). In: Die Heimat. Monatsschrift für schleswig-holsteinische Heimatforschung und Volkstumspflege. Bd. 51 (1941), Heft 7, Juli–September 1941, S. 100f. (Digitalisat).